# Afromicrodon madecassa
Afromicrodon madecassa är en tvåvingeart som först beskrevs av Keiser 1971.  Afromicrodon madecassa ingår i släktet Afromicrodon och familjen blomflugor.
Artens utbredningsområde är Madagaskar. Inga underarter finns listade i Catalogue of Life.